# Руско освајање Сибира
Руско освајање Сибира (енгл. Russian conquest of Siberia) било је постепено ширење Руског царства на исток преко Урала, од похода Јермака Тимофејевича (1581) и освајања Сибирског Каната (1598) до краја 17. века.

## Староседеоци Сибира
Јужни део Сибира (око река Ангаре, Лене и Уде) насељен је још у палеолиту. Први познати староседеоци Сибира била су племена Киргиза, Јакунта и Бурјата. Од 3. века п. н. е. племена јужног Сибира развијају номадско сточарство и постепено прелазе из матријархата у патријархат, док се тај процес на северу, у области тундре и тајге, развијао знатно касније. Од 2. века п. н. е. до 1. века н.е. јужним Сибиром владају Хуни. У 1. веку формирају се савези источноазијских монголских племена која се под притиском Хуна померају ка западном Сибиру и Казахстану, потискујући европеиде или их асимилујући. Прве државне формације јављају се на подручју Алтаја у 6-8. веку као Турски Канат (Плави Турци), а од Алтаја до Манџурије Ујгурски канат, који у 9. веку освајају Киргизи.
У 13. веку већи део јужног Сибира покорили су Монголи и укључили у Златну Хорду. После њеног распада на територији западног Сибира (између реке Тобол, Туре, Иртиша и Оба) формира се крајем 15. века од сибирских Татара, племена Вогулича (Манса) и Остјака (Ханта) Сибирски Канат.

## Руска освајања и колонизација
Руска експанзија у Сибир почела је већ у 11-13. веку, у виду војно-трговачких експедиција, најпре новгородских бојара, затим Московске Кнежевине, а интензивније се наставља после анексије Казанског каната (1552).

### 16-17. век
Сибирски канат је први пут дошао под удар Русије 1581, походом Јермака Тимофејевича против сибирских племена. Тада су почела да ничу и прва руска насеља у Сибиру, најпре као утврђења, а затим као села. Продором руске војске 1598. у западни Сибир, канат је коначно припојен Русији и настављено је насељавање руског становништва, које је са собом донело хришћанство и модерније методе пољопривреде. Ширење руских поседа према истоку допрло је око 1640. до река Колиме и Амура. Тада је основано више руских градова у Сибиру: Тјумењ (1585), Тобољск (1587), Верхотурје (1598), Томск (1604), Краснојарск (1628), Јакутск (1632). Према подацима из 1678, у Сибиру је тада било насељено 10.289 сељачких и кметовских породица.

### 18. век
Број руског становништва стално се повећавао досељавањем и средином 18. века Руси у Сибиру постају бројнији од староседелаца (којих је 1911. било око 900.000), пошто су области погодне за земљорадњу и индустрију биле насељене чисто руским живљем. На прелазу 18. и 19. века руска власт захвата област до Чукотског полуострва, острва Северног Леденог и Тихог океана и горњих токова река Оба, Иртиша и Јенисеја. За одбрану јужних граница Сибира насељени су сибирски козаци.

### 19. век
У 19. веку припојен је Сахалин, а 1858. Приамурје и Усуријски крај. Због сурових услова живота, Сибир је руским властима служио као место прогонства криминалаца и политичких противника. Насељавање Сибира појачало се после укидања кметства у Русији 1861: од 1858. до 1897. број становника повећао се са 2.3 на 5 милиона, што је додатно појачано изградњом транс-сибирске железнице (1891-1905).

## Идеологија
Основно идеолошко оправдање руске експанзије у Сибиру произилазило је из тумачења да је легална инкорпорација Сибирског каната у руско царство дала Русији правни суверенитет над целокупном територијом која се протеже од Уралских планина до Тихог океана на истоку. Стварне границе Сибира су тако постале веома нејасно дефинисане и отворене за тумачење; ефективно, руска доминација над земљом престала је само кад год су се руски захтеви за земљом сукобили са захтевима централизованих држава способних да се супротставе руској експанзији и доследно потврђују сопствени суверенитет над датом територијом, као што су Кина и Монголија. Други идеолошки стуб који је оправдавао руски колонијализам био је ширење источног православног хришћанства, иако је овај изговор углавном потицао од самих истраживача и досељеника као ад хок оправдање, а не као што га је изнела сама Руска православна црква.